# Allern
Allern ist ein Gemeindeteil der Kreisstadt Kronach im Landkreis Kronach (Oberfranken, Bayern).

## Geographie
Der Weiler liegt in Hanglage nördlich des Fischbachs. Im Osten steigt das Gelände zur bewaldeten Anhöhe Hellebard (459 m ü. NHN) an. Ein Wirtschaftsweg führt nach Planersgut zur Kreisstraße KC 12 (0,3 km südlich). Zwei Anliegerwege führen 0,1 km weiter östlich zu einer Gemeindeverbindungsstraße, die nach Fischbach zur KC 12 (1,3 km südöstlich) bzw. nach Höfles führt (0,7 km nördlich).

## Geschichte
Gegen Ende des 18. Jahrhunderts gab es in Allern 5 Anwesen (1 Frongütlein, 1 Gütlein, 3 Häuser). Das Hochgericht übte das Rittergut Fischbach in begrenztem Umfang aus. Es hatte ggf. an das bambergische Centamt Stadtsteinach auszuliefern. Die Grundherrschaft über die Anwesen hatte das Rittergut Fischbach.
Mit dem Ersten Gemeindeedikt wurde Allern dem 1808 gebildeten Steuerdistrikt Fischbach und der 1818 gebildeten Ruralgemeinde Fischbach zugewiesen. Am 1. Mai 1978 wurde Allern im Zuge der Gebietsreform in Bayern in Weißenbrunn eingegliedert.

### Einwohnerentwicklung
| Jahr      | 001818 | 001861 | 001871 | 001885 | 001900 | 001925 | 001950 | 001961 | 001970 | 001987 |
| Einwohner | 38     | 30     | 28     | 36     | 32     | 38     | 31     | 28     | 28     | 31     |
| Häuser    | 7      |        |        | 6      | 5      | 5      | 8      | 7      |        | 7      |
| Quelle    | [ 5 ]  | [ 7 ]  | [ 8 ]  | [ 9 ]  | [ 10 ] | [ 11 ] | [ 12 ] | [ 13 ] | [ 14 ] | [ 1 ]  |

## Religion
Der Ort ist evangelisch-lutherisch geprägt und nach St. Jakobus (Fischbach) gepfarrt.